# 三宅善信
三宅 善信（みやけ よしのぶ、1958年7月27日 - ）は、日本の宗教家。金光教春日丘教会長、NPO法人神道国際学会代表理事・理事長、株式会社レルネット(Relnet Corp.)代表取締役。

## 略歴
大阪市生まれ。同志社大学大学院神学研究科博士前期課程修了神学修士（組織神学専攻）。1984年-1985年、ハーバード大学世界宗教研究所でフェローを務める。
1997年にレルネットを創設し、宗教情報に関するウェブサイトのプラットフォームづくりに携わる。
金光教春日丘教会長に就任。
2005年から2007年まで、大阪医科大学医学部で非常勤講師を務める。
2009年、メルボルンで開催された万国宗教会議にて講演。オーストラリアのラジオ局ラジオ・オーストラリアの番組に出演。
2013年に開催されたJapan Expo 2013で開会神事の祭主を務める。
2015年8月、世界サミット2015において、世界の宗教者たちが参加したセッション『平和と開発に対する宗教界の声』において講演を行う。
同年11月、イスタンブールにて開催されたG20 Interfaith Summit 2015において、全体会議モデレータおよび分科会パネリストを務める。
2016年8月、『RfP 国際核廃絶・軍縮 シンポジウム 〜ICJ20周年〜』において「核軍縮に向けた宗教者と宗教協力の役割」に関するスピーチを行う。
1977年以来、歴代のローマ教皇やダライ・ラマ14世をはじめとする世界の宗教指導者等とたびたび会談するなど、通算150回以上、海外での国際会議に出席している。
国際連合経済社会理事会に総合諮問資格を有する国際非政府機関 (NGO) である国際自由宗教連盟 (IARF) や世界宗教者平和会議 (WCRP) 等で役員を歴任。
日本宗教学会、現代における宗教の役割研究会（コルモス）、宗教倫理学会等に所属。日本国際連合協会関西本部副本部長、国際宗教同志会事務局長、G8宗教指導者サミット事務局長、大阪府宗教連盟常任理事他の役員を兼務。2019年には、G20諸宗教フォーラム2019の運営委員長を務めた。

## 著書
- 『The Living Of Peace』（1991年 Heiwa Publishing）
- 『文字化けした歴史を読み解く』（2006年 文園社）
- 『現代の死と葬りを考える』（2014年 ミネルヴァ書房）（共著）
- 『風邪見鶏〜人類はいかに伝染病と向き合ってきたか』（2019年 集広舎）
- 『Interfaith Worship And Prayer: We Must Pray Together』(2019年 Jessica Kingsley Publishers)
- 『海と神道　譲位儀礼と大嘗祭』（2019年 神道国際学会）（共著）
- 『イスラム国とニッポン国：国家とは何か』（2019年 集広舎）[25]
- 『神道ＤＮＡ：われわれは日本のことをどれだけ知っているだろうか』（2020年 集広舎）[26]

## ディスコグラフィ
- The Power of Words The Power of Words SHINTO PRIEST REV. YOSHINOBU MIYAKE

## テレビ
- 『X table Yの椅子(クロステーブル・ワイのいす)』（ベターライフチャンネル）[27]